# Neva Howard
Neva Howard ist eine US-amerikanische Tänzerin und ist als Choreographin für Theater und Film, als Dozentin sowie inszenierend tätig.

## Biografie
Neva Howard schuf u. a. Choreographien für das Berliner GRIPS Theater und die Neuköllner Oper, Berlin und inszenierte u. a. für das Stadttheater Konstanz (Der Kleine Horrorladen, Der Zauberer von Oz, Eine Woche Voller Samstage). Seit 2002 ist Neva Howard Professorin für Choreographie und szenische Arbeit im Studiengang Musical/Show der Universität der Künste Berlin.

## Arbeiten als Choreographin
- Linie 1 (1986, GRIPS Theater, Regie: Wolfgang Kolneder)
- Assassins - Attentäter (2002, Neuköllner Oper, Regie: Peter Lund)
- Brave New World (2006, GRIPS Theater)
- Kauf Dir ein Kind (2007, Neuköllner Oper, Regie: Peter Lund)
- Leben ohne Chris (2009, Neuköllner Oper, Regie: Peter Lund)
- Mein Avatar und ich (2010, Neuköllner Oper, Regie: Peter Lund)
- Frau Zucker will die Weltherrschaft (2011, Neuköllner Oper, Regie: Peter Lund)
- Stimmen im Kopf (2013, Neuköllner Oper, Regie: Peter Lund)
- Schwestern im Geiste (2014, Neuköllner Oper, Regie: Peter Lund)
- Grimm! – Die wirklich wahre Geschichte von Rotkäppchen und ihrem Wolf (2014, Neuköllner Oper, Regie: Peter Lund)
- Welcome to Hell (2018, Neuköllner Oper, Regie: Peter Lund)

| Personendaten    | Personendaten                 |
| ---------------- | ----------------------------- |
| NAME             | Howard, Neva                  |
| KURZBESCHREIBUNG | US-amerikanische Choreografin |
| GEBURTSDATUM     | 20. Jahrhundert               |